# Sarin
Il Sarin o GB è un gas nervino della famiglia degli organofosfati classificato come arma chimica di distruzione di massa.
Fu ottenuto per la prima volta alla fine del 1938 da scienziati tedeschi della IG Farben durante i tentativi di sviluppare sostanze ad azione biocida.

## Tossicità
A temperatura ambiente è un liquido che va dall'incolore al giallo-bruno e inodore, estremamente volatile. Il suo vapore è inodore e incolore.
L'intossicazione può avvenire per inalazione e attraverso contatto cutaneo. Un'adeguata concentrazione di vapori è in grado di attraversare la pelle, rendendo non sufficiente l'uso di una maschera antigas.
Come gli altri agenti nervini, il Sarin colpisce il sistema nervoso degli organismi viventi, in particolare mammiferi e uccelli. Il Sarin è in grado di neutralizzare l'acetilcolinesterasi, un enzima presente nello spazio sinaptico all'estremità dei neuroni che in condizioni normali serve a distruggere l'acetilcolina, un neutrotrasmettitore che dovrebbe essere eliminato dopo l'uso. In assenza di acetilcolinesterasi, l'acetilcolina non viene eliminata e si accumula nello spazio intersinaptico, ciò rende impossibile la trasmissione dell'impulso lungo le fibre nervose danneggiando il loro funzionamento e dando luogo a una serie di effetti a cascata.
I primi sintomi dell'esposizione a Sarin sono difficoltà respiratoria e contrazione delle pupille. Segue una perdita progressiva del controllo delle funzioni corporee, salivazione, spesso si verifica vomito e perdita di urina e feci. La distruzione del sistema nervoso centrale comporta la progressiva contrazione e perdita di funzionalità di tutti i muscoli innervati, incluso il diaframma, bloccando quindi anche il movimento respiratorio e provocando così il soffocamento a seguito di spasmi convulsivi. Il Sarin attraversa anche la barriera emato-encefalica, una concentrazione significativa nel sangue quindi attacca l'encefalo anche direttamente, perciò la parte finale dei sintomi può comportare uno stato comatoso che può instaurarsi prima del soffocamento.
Un individuo esposto a contaminazione da Sarin, sebbene in quantità non letali, può presentare danni neurologici irreversibili.
La dose letale LD50 per ingestione nel topo è di 0,55 mg/kg, per esposizione cutanea sul coniglio è di 0,925 mg/kg.
È letale anche in concentrazioni minime se non avviene tempestivamente la somministrazione di un antidoto, ad esempio l'atropina.
Tuttavia una più efficace terapia antidotale si basa sulla somministrazione di sostanze che riattivano l'enzima "target" di tale agente tossico.
L'atropina è infatti solo un antagonista colinergico: essa agisce impedendo gli effetti dannosi determinati da una eccessiva permanenza dell'acetilcolina (neurotrasmettitore) negli spazi intersinaptici. In condizioni normali l'acetilcolina viene immediatamente distrutta dall'acetilcolinesterasi, un enzima presente in corrispondenza delle sinapsi nervose; in questo modo viene garantita la corretta trasmissione dell'impulso nervoso.
È l'acetilcolinesterasi l'enzima "target" dei nervini. Il sito recettoriale di quest'ultima, luogo della molecola dove avviene la degradazione dell'acetilcolina, viene occupato più o meno stabilmente dal nervino; in conseguenza di ciò l'enzima non è più in grado di svolgere il proprio compito; tuttavia, se si interviene immediatamente (entro minuti - ore a seconda del nervino), si può riattivare.
Come agenti riattivatori si usano alcune ossime (obidossima, pralidossima) che sono in grado, se somministrate prontamente, di riattivare l'acetilcolinesterasi "staccando" il nervino e rendendo perciò il sito recettoriale nuovamente pronto a degradare fisiologicamente l'acetilcolina.

## Storia e utilizzo
Il Sarin è stato sviluppato nel 1938 in Germania da parte della IG Farben, il suo nome deriva dai nomi dei suoi inventori: Schrader, Ambros, Gerhard Ritter e von der Linde.
Nonostante fosse stato autorizzato alla produzione su larga scala da parte del governo tedesco durante la seconda guerra mondiale, gli impianti non entrarono in produzione di massa.
Inoltre, per quanto fossero stati prodotti tra i 500 kg e le 10 t di gas nervino e che almeno parte di questo fosse stato usato in proiettili d'artiglieria, i nazisti non utilizzarono questo gas nervino.
A partire dagli anni 1950, la NATO adottò il Sarin come arma, e gli Stati Uniti d'America e l'Unione Sovietica incominciarono la produzione su larga scala di questo tipo di gas nervino; gli Stati Uniti d'America smisero di produrne già nel 1957.
A partire dal 1988 venne usato dall'Iraq contro i curdi e nell'ambito della guerra con l'Iran.
Nel 1993 la produzione e lo stoccaggio di tale gas venne bandito dalle Nazioni Unite.
Il 20 marzo 1995 il Sarin fu utilizzato per l'attacco terroristico alla metropolitana di Tokyo da parte della setta religiosa Aum Shinrikyō.
Nel 2004 un mix di precursori del Sarin venne lanciato contro un convoglio americano in Iraq, con scarso effetto.
Nell'agosto 2013 è stato utilizzato in un attacco con razzi a Ghuta, un sobborgo di Damasco, nel corso della Guerra civile siriana ma relativamente a quell'attacco l'ONU non ha attribuito specifiche responsabilità.
Il 4 aprile 2017 ne è stato prima confermato l'utilizzo, sempre in Siria, durante un bombardamento aereo a Khan Shaykhun, poi ritrattato.